# Маулвибазар
Маулвибазар (бенг. মৌলভীবাজার) — город и муниципалитет на востоке Бангладеш, административный центр одноимённого округа. Расположен на берегах реки Ману. Муниципалитет был основан в 1930 году. Площадь города равна 10,36 км². По данным переписи 2001 года, в городе проживало 41 358 человек, из которых мужчины составляли 54,97 %, женщины — соответственно 45,03 %. Плотность населения равнялась 3992 чел. на 1 км². Уровень грамотности взрослого населения составлял 56,7 % (при среднем по Бангладеш показателе 43,1 %).